# Carvalhais de Baixo
Carvalhais de Baixo é uma localidade portuguesa da freguesia de Assafarge e Antanhol que funciona como bairro extra-muros da cidade e Município de Coimbra. 
Sendo em tempos um pequeno lugar, graças à expansão da cidade de Coimbra, esta zona é hoje considerada uma parte da mesma cidade, sendo principalmente constituída por moradias (algumas de luxo, por isso é conhecida como a Beverly Hills portuguesa) e urbanizações e estando representada na rede dos SMTUC com várias linhas.
Existe ainda uma parte antiga de carácter rural, onde encontramos por exemplo o largo da capela e a sede do Grupo Desportivo e Recreativo de Carvalhais de Baixo onde entre outros existe o Grupo Motard Boca Seca fundado em 12 Agosto 2005.  
Os Carvalhais contribuiram para o aumento de população da freguesia da última década, tendo sido a escolha de várias famílias que decidiram trocar o centro da cidade por um espaço mais calmo. A crise do mercado imobiliário veio desacelerar esta tendência.

## Educação
Nos Carvalhais existe um jardim de infância e a escola primária de Assafarge encontra-se a menos de um quilómetro da povoação. 

## Religião
Religiosamente, a capela de São Simão serve três dos nove lugares da paróquia de Assafarge (que coincide geograficamente com o território da freguesia): Carvalhais de Baixo, Algar e Fontinhosa e possui a única casa mortuária da freguesia. A festa em honra de Nossa Senhora da Conceição realiza-se em Dezembro e é organizada em conjunto pelos mesmos três lugares. 

## Património
- Capela de São Simão;
- Alminhas dos Carvalhais de Baixo.

| Bairros e Partes da Cidade de Coimbra Alta • Alto de São João • Arregaça • Baixa• Norton de Matos • Carvalhais • Calhabé • São José • Lomba da Arregaça • Cruz de Celas • Conchada • Monte Formoso • Olivais • Nossa Senhora de Fátima • Portela do Mondego • Lôgo de Deus • Solum • Tovim • Brinca • Boavista •Portela da Cobiça • Vale das Flores • Ingote • Loreto • Rosa • Pinhal de Marrocos • Santa Justa • Relvinha • Pedrulha • Guarda Inglesa • Fonte da Cheira • Vila Franca • São Sebastião • Quinta da Cheira • Chão do Bispo • Tenxoal • Casal da Eira • Vale das Figueiras • Arco Pintado • Coselhas • Corrente • Lapas da Corrente • Quinta Grande • Lordemão • Lapas de Lordemão • São Romão • Nogueiras • Areeiro • Mainça • Sete Fontes • S. Bartolomeu • Santa Cruz • Sé Nova • Almedina • |